# Collegio di Great Grimsby
Great Grimsby è stato un collegio elettorale inglese della Camera dei comuni del Parlamento del Regno Unito, situato nel North East Lincolnshire. Eleggeva un membro del Parlamento con il sistema maggioritario a turno unico; il collegio è stato abolito in occasione della revisione periodica del 2024.

## Estensione
Il collegio seguiva i confini del vecchio borgo di Great Grimsby, che fu abolito quando l'ex contea dell'Humberside fu divisa in quattro autorità unitarie nel 1996. Per le elezioni generali del 2010 furono modificati i confini, ma la Boundary Commission for England apportò solo lievi modifiche, allineando i confini del collegio con gli attuali confini dei ward. Il collegio consisteva quindi dei seguenti ward elettorali del North East Lincolnshire: East Marsh, Freshney, Heneage, Park, Scartho, South, West Marsh e Yarborough.

## Membri del Parlamento
| Elezione | Elezione         | Deputato                | Partito            |
| -------- | ---------------- | ----------------------- | ------------------ |
|          | 1832             | William Maxfield        | Whigs              |
| 1835     | Edward Heneage   |                         | Whigs              |
|          | 1852             | William Annesley        | Conservatore       |
|          | 1857             | Charles Anderson-Pelham | Whigs              |
|          | 1859             | Charles Anderson-Pelham | Liberale           |
|          | 1862 (S)         | John Chapman            | Conservatore       |
|          | 1865             | John Fildes             | Liberale           |
| 1868     | George Tomline   |                         | Liberale           |
|          | 1874             | John Chapman            | Conservatore       |
|          | 1877 (S)         | Alfred Watkin           | Liberale           |
| 1880     | Edward Heneage   |                         | Liberale           |
|          | Edward Heneage   | 1886                    | Liberale Unionista |
|          | 1892             | Henri Josse             | Liberale           |
|          | 1893 (S)         | Edward Heneage          | Liberale Unionista |
|          | 1895             | George Doughty          | Liberale           |
|          | 1898 (S)         | George Doughty          | Liberale Unionista |
|          | Gen 1910         | Thomas Edward Wing      | Liberale           |
|          | Dic 1910         | George Doughty          | Liberale Unionista |
|          | 1914 (S)         | Thomas George Tickler   | Conservatore       |
| 1922     | Tom Sutcliffe    |                         | Conservatore       |
| 1924     | Walter Womersley |                         | Conservatore       |
|          | 1945             | Kenneth Younger         | Laburista          |
| 1959     | Tony Crosland    |                         | Laburista          |
| 1977 (S) | Austin Mitchell  |                         | Laburista          |
| 2015     | Melanie Onn      |                         | Laburista          |
|          | 2019             | Lia Nici                | Conservatore       |
|          | 2024             | Collegio abolito        | Collegio abolito   |

## Risultati elettorali

### Elezioni negli anni 2010
| Partito                    | Partito                                           | Candidato                  | Risultati 12 dicembre 2019 | Risultati 12 dicembre 2019 |
| Partito                    | Partito                                           | Candidato                  | Voti                       | %                          |
| -------------------------- | ------------------------------------------------- | -------------------------- | -------------------------- | -------------------------- |
|                            | Conservatore                                      | Lia Nici                   | 18 150                     | 54,86                      |
|                            | Laburista                                         | Melanie Onn                | 10 819                     | 32,70                      |
|                            | Brexit                                            | Christopher Barker         | 2 378                      | 7,19                       |
|                            | Lib Dem                                           | Ian Barfield               | 1 070                      | 3,23                       |
|                            | Verdi                                             | Loyd Emmerson              | 514                        | 1,55                       |
|                            | Indipendente                                      | Nigel Winn                 | 156                        | 0,47                       |
|                            |                                                   |                            |                            |                            |
| Iscritti                   | Iscritti                                          | Iscritti                   | 61 409                     | 100,00                     |
| ↳ Votanti (% su iscritti)  | ↳ Votanti (% su iscritti)                         | ↳ Votanti (% su iscritti)  | 35 521                     | 57,84                      |
| ↳ Astenuti (% su iscritti) | ↳ Astenuti (% su iscritti)                        | ↳ Astenuti (% su iscritti) | 25 888                     | 42,16                      |
|                            |                                                   |                            |                            |                            |
|                            | Esito: collegio passa da Laburista a Conservatore |                            |                            |                            |

| Partito                    | Partito                                | Candidato                  | Risultati 8 giugno 2017 | Risultati 8 giugno 2017 |
| Partito                    | Partito                                | Candidato                  | Voti                    | %                       |
| -------------------------- | -------------------------------------- | -------------------------- | ----------------------- | ----------------------- |
|                            | Laburista                              | Melanie Onn                | 17 545                  | 49,39                   |
|                            | Conservatore                           | Jo Gideon                  | 14 980                  | 42,17                   |
|                            | UKIP                                   | Mike Hookem                | 1 648                   | 4,64                    |
|                            | Lib Dem                                | Steve Beasant              | 954                     | 2,69                    |
|                            | Indipendente                           | Christina McGilligan-Fell  | 394                     | 1,11                    |
|                            |                                        |                            |                         |                         |
| Iscritti                   | Iscritti                               | Iscritti                   | 61 243                  | 100,00                  |
| ↳ Votanti (% su iscritti)  | ↳ Votanti (% su iscritti)              | ↳ Votanti (% su iscritti)  | 35 521                  | 58,00                   |
| ↳ Astenuti (% su iscritti) | ↳ Astenuti (% su iscritti)             | ↳ Astenuti (% su iscritti) | 25 722                  | 42,00                   |
|                            |                                        |                            |                         |                         |
|                            | Esito: collegio confermato a Laburista |                            |                         |                         |

| Partito                    | Partito                                | Candidato                  | Risultati 7 maggio 2015 | Risultati 7 maggio 2015 |
| Partito                    | Partito                                | Candidato                  | Voti                    | %                       |
| -------------------------- | -------------------------------------- | -------------------------- | ----------------------- | ----------------------- |
|                            | Laburista                              | Melanie Onn                | 13 414                  | 39,77                   |
|                            | Conservatore                           | Marc Jones                 | 8 874                   | 26,31                   |
|                            | UKIP                                   | Victoria Ayling            | 8 417                   | 24,95                   |
|                            | Lib Dem                                | Steve Beasant              | 1 680                   | 4,98                    |
|                            | Verdi                                  | Vicky Dunn                 | 783                     | 2,32                    |
|                            | Indipendente                           | Gary Calder                | 390                     | 1,16                    |
|                            | TUSC                                   | Val O'Flynn                | 173                     | 0,51                    |
|                            |                                        |                            |                         |                         |
| Iscritti                   | Iscritti                               | Iscritti                   | 58 459                  | 100,00                  |
| ↳ Votanti (% su iscritti)  | ↳ Votanti (% su iscritti)              | ↳ Votanti (% su iscritti)  | 33 731                  | 57,70                   |
| ↳ Astenuti (% su iscritti) | ↳ Astenuti (% su iscritti)             | ↳ Astenuti (% su iscritti) | 24 728                  | 42,30                   |
|                            |                                        |                            |                         |                         |
|                            | Esito: collegio confermato a Laburista |                            |                         |                         |

| Partito                    | Partito                                | Candidato                  | Risultati 6 maggio 2010 | Risultati 6 maggio 2010 |
| Partito                    | Partito                                | Candidato                  | Voti                    | %                       |
| -------------------------- | -------------------------------------- | -------------------------- | ----------------------- | ----------------------- |
|                            | Laburista                              | Austin Mitchell            | 10 777                  | 32,70                   |
|                            | Conservatore                           | Victoria Ayling            | 10 063                  | 30,54                   |
|                            | Lib Dem                                | Andrew de Freitas          | 7 388                   | 22,42                   |
|                            | UKIP                                   | Henry Hudson               | 2 043                   | 6,20                    |
|                            | BNP                                    | Stephen Fyfe               | 1 517                   | 4,60                    |
|                            | Indipendente                           | Ernie Brown                | 835                     | 2,53                    |
|                            | People's National Democratic           | Adrian Howe                | 331                     | 1,00                    |
|                            |                                        |                            |                         |                         |
| Iscritti                   | Iscritti                               | Iscritti                   | 61 252                  | 100,00                  |
| ↳ Votanti (% su iscritti)  | ↳ Votanti (% su iscritti)              | ↳ Votanti (% su iscritti)  | 32 954                  | 53,80                   |
| ↳ Astenuti (% su iscritti) | ↳ Astenuti (% su iscritti)             | ↳ Astenuti (% su iscritti) | 28 298                  | 46,20                   |
|                            |                                        |                            |                         |                         |
|                            | Esito: collegio confermato a Laburista |                            |                         |                         |

### Elezioni negli anni 2000
| Partito                    | Partito                                | Candidato                  | Risultati 5 maggio 2005 | Risultati 5 maggio 2005 |
| Partito                    | Partito                                | Candidato                  | Voti                    | %                       |
| -------------------------- | -------------------------------------- | -------------------------- | ----------------------- | ----------------------- |
|                            | Laburista                              | Austin Mitchell            | 15 512                  | 47,06                   |
|                            | Conservatore                           | Giles Taylor               | 7 858                   | 23,84                   |
|                            | Lib Dem                                | Andrew de Freitas          | 6 356                   | 19,28                   |
|                            | BNP                                    | Stephen Fyfe               | 1 338                   | 4,06                    |
|                            | UKIP                                   | Martin Grant               | 1 239                   | 3,76                    |
|                            | Verdi                                  | David Brooks               | 661                     | 2,01                    |
|                            |                                        |                            |                         |                         |
| Iscritti                   | Iscritti                               | Iscritti                   | 63 760                  | 100,00                  |
| ↳ Votanti (% su iscritti)  | ↳ Votanti (% su iscritti)              | ↳ Votanti (% su iscritti)  | 32 964                  | 51,70                   |
| ↳ Astenuti (% su iscritti) | ↳ Astenuti (% su iscritti)             | ↳ Astenuti (% su iscritti) | 30 796                  | 48,30                   |
|                            |                                        |                            |                         |                         |
|                            | Esito: collegio confermato a Laburista |                            |                         |                         |

| Partito                    | Partito                                | Candidato                  | Risultati 7 giugno 2001 | Risultati 7 giugno 2001 |
| Partito                    | Partito                                | Candidato                  | Voti                    | %                       |
| -------------------------- | -------------------------------------- | -------------------------- | ----------------------- | ----------------------- |
|                            | Laburista                              | Austin Mitchell            | 19 118                  | 57,90                   |
|                            | Conservatore                           | James Cousins              | 7 634                   | 23,12                   |
|                            | Lib Dem                                | Andrew De Freitas          | 6 265                   | 18,98                   |
|                            |                                        |                            |                         |                         |
| Iscritti                   | Iscritti                               | Iscritti                   | 63 130                  | 100,00                  |
| ↳ Votanti (% su iscritti)  | ↳ Votanti (% su iscritti)              | ↳ Votanti (% su iscritti)  | 33 017                  | 52,30                   |
| ↳ Astenuti (% su iscritti) | ↳ Astenuti (% su iscritti)             | ↳ Astenuti (% su iscritti) | 30 113                  | 47,70                   |
|                            |                                        |                            |                         |                         |
|                            | Esito: collegio confermato a Laburista |                            |                         |                         |

## Risultati dei referendum

### Referendum sulla permanenza del Regno Unito nell'Unione europea del 2016
|             | Collegio      | Lasciare UE % | Rimanere in UE % |
| ----------- | ------------- | ------------- | ---------------- |
|             | Great Grimsby | 71,4%         | 28,6%            |
| Inghilterra | 53,3%         | 46,7%         |                  |
| Regno Unito | 51,9%         | 48,1%         |                  |